# Johann Karl Loth

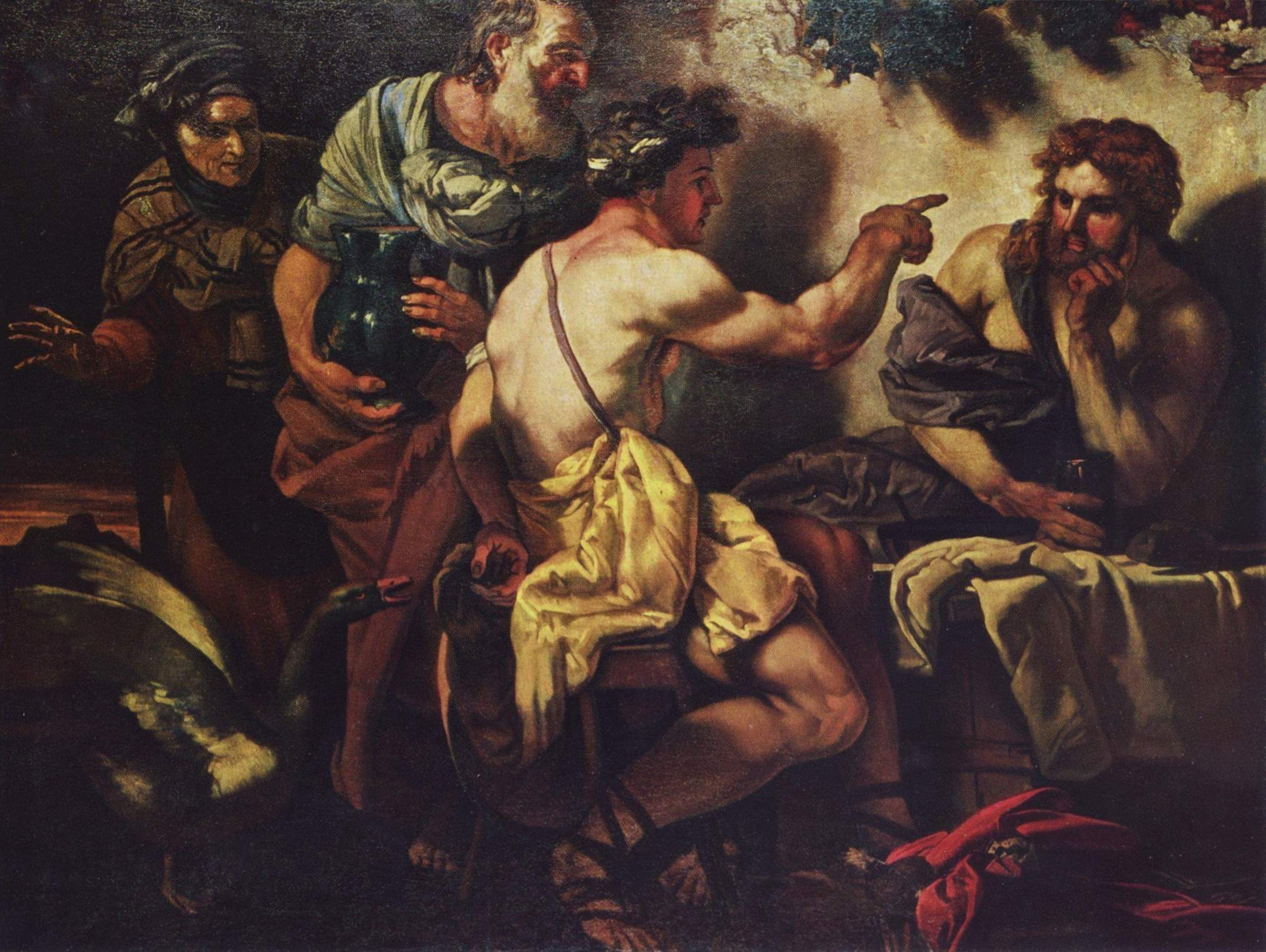
Johann Carl Loth - Jupiter a merkur (1659)

Johann Carl Loth (8. srpna 1632 Mnichov – 6. října 1698), byl německý malíř, ale většinu svého aktivního života žil v Benátkách.

## Život
Také se mu říká Johann Karl, Carlotto, a Carlo Lotti. Byl synem a žákem Johanna Ulricha Lotha (1590 – 1662). Jeho bratr František Loth byl také malíř v Benátkách a v Německu.
Johann Carl byl ovlivněn Pietrem Liberim. Měl četné žáky mezi kterými byli např.
Willem Drost, Cornelis de Bruijn, Johann Michael Rottmayr, Paul Strudel, Santo Prunati, Daniel Seiter a Giovan Battista Langetti.